# Alte Kirche Volpertshausen

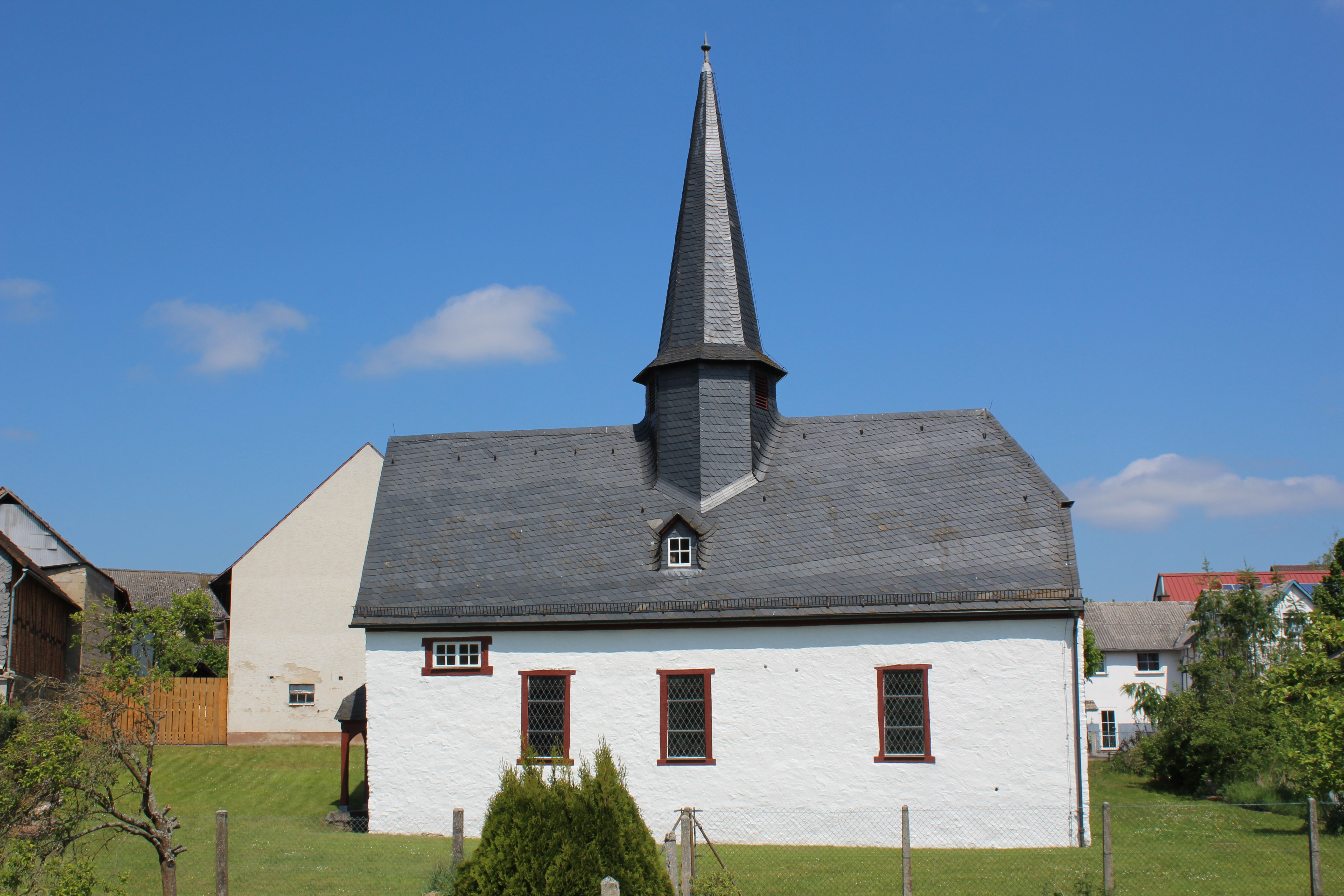
Kirche von Süden im Jahr 2020

Die Alte Kirche in Volpertshausen, einem Ortsteil von Hüttenberg im Lahn-Dill-Kreis (Mittelhessen), ist die ehemalige evangelische Kirche des Ortes. Als ältestes Gebäude des Ortes ist die Saalkirche mit oktogonalem Dachreiter aus geschichtlichen, künstlerischen und städtebaulichen Gründen hessisches Kulturdenkmal.

## Geschichte
Die Anfänge der Kirche sind unbekannt. Die ältesten erhaltenen Bauteile werden um 1200 datiert. Im Jahr 1349 ist ein Geistlicher und im Jahr 1540 ein Pfarrer nachgewiesen. Volpertshausen gehörte im ausgehenden Mittelalter zum Archipresbyterat Wetzlar des Archidiakonats St. Lubentius Dietkirchen im Bistum Trier. Das unweite Weidenhausen war nach Volpertshausen eingepfarrt. In der ersten Hälfte des 15. Jahrhunderts wurde das Nordportal vergrößert und mit einem Spitzbogen versehen. Im Schlussstein ist die Wappentafel derer von Kaltenborn (Wüstung 3 km westlich von Weilburg) eingelassen, die zu dieser Zeit vermutlich das Patronatsrecht innehatten. Im Jahr 1474 kam es von den Grafen von Nassau-Weilburg als Lehen an die Herren von Buseck. Im 14. oder 15. Jahrhundert wurde die Kirche in östliche Richtung erweitert, worauf das andersartige Fundament aus kleinteiligeren Steinen hinweist. Nach dendrochronologischen Untersuchungen wurde im Jahr 1483 die Chorwand in Fachwerkbauweise aufgeführt. Die Kirche erhielt in diesem Zusammenhang einen neuen Dachstuhl mit Dachreiter in gotischer Form.

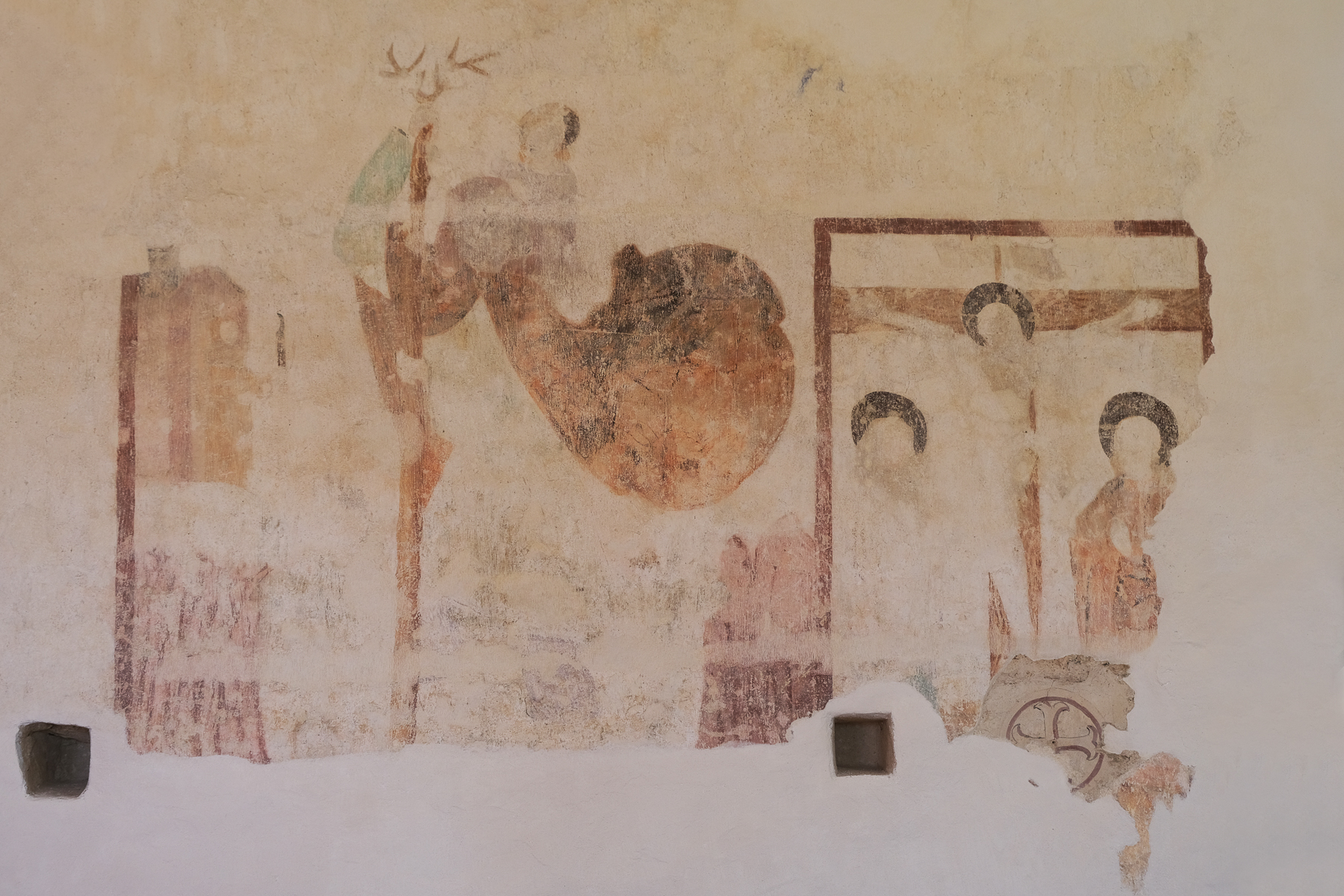
Wandmalereien an der Nordwand

Mit Einführung der Reformation wechselte Volpertshausen zum evangelischen Bekenntnis. Der erste evangelische Pfarrer, der den Vornamen Nikolaus trug, wirkte von 1540 bis 1551. Im Jahr 1593 wurde Vollnkirchen nach Volpertshausen eingepfarrt. Bei einer umfassenden Innenrenovierung 1597/1598 wurde die Männerbühne (Empore) an der nördlichen Langseite neu eingebaut oder umfassend erneuert. Zudem erhielt die Kirche einen neuen Innenanstrich. Die Wandmalereien entstanden entweder 1598 oder bereits 1483 im Zuge der Kirchenerweiterung. Der Altar, der unter der aufsteigenden Feuchtigkeit gelitten hatte, wurde ebenso wie das Kirchengestühl saniert, ein neuer Tauftisch angeschafft und der Dachreiter durch weitere Streben verstärkt. 1603 wurden neue Kirchenbänke aufgestellt und die Emporentreppe versetzt, 1621 neue Frauenbänke angeschafft. Nach dem Dreißigjährigen Krieg erhielt die Kirche 1656 bei einer größeren Renovierung zwei neue Holztüren (was auf die Existenz des Westeingangs zu dieser Zeit weist). Nachdem Franzosen 1673/1674 die Kirche geplündert hatten, wurde für die zerstörte Kanzel eine neue geschaffen. Bereits im Jahr 1594 verfügte der Dachreiter über eine Glocke; 1684 sprang eine von zwei Glocken und wurde 1688 von Dilman Schmid aus Aßlar durch eine größere ersetzt, die 400 Pfund wog. Neben ihr hing 1835 eine Glocke des Glockengießers Hoen aus Frankfurt. Eine Glocke wurde 1866 durch Georg Otto aus Gießen und die andere 1872 durch Friedrich Wilhelm Rincker aus Sinn ersetzt. Die Otto-Glocke musste 1917 zu Rüstungszwecken abgeliefert werden und wurde 1922 durch Rincker ersetzt. Sie wurde bereits 1941 eingeschmolzen und 1964 ersetzt. Die erhaltenen Rincker-Glocken von 1872 und 1964 hängen heute in der neuen Kirche.
Die Decke der alten Kirche wurde 1708/1709 im Ostteil durch gebogene Balken erhöht, möglicherweise um Platz für eine Orgel zu schaffen, die aber erst 1753 eingebaut wurde. Aufgrund einer Stuhlordnung von 1737 mussten weitere Sitzplätze in der Kirche geschaffen werden, sodass es 1738/1739 zum Einbau der Ost- und Westempore kam, die nach einem Mauerdurchbruch durch eine vorgelagerte Außentreppe zugänglich waren. Wahrscheinlich wurde in diesem Zusammenhang das Nordportal vermauert, sodass mehr Raum für Kirchenbänke entstand. Der westliche Eingang erhielt ein Vordach. Im Jahr 1771 wurde die Kanzel umgesetzt und mit einem Treppenaufgang versehen. 1915/1916 folgte der Einbau eines Ofens. Die Männerbühne wurde 1923 verbreitet, sodass eine weitere Bank aufgestellt werden konnte.
Nach der Einweihung der neuen evangelischen Kirche im Jahr 1965 wurde die Alte Kirche nicht mehr gottesdienstlich genutzt und verfiel zusehends. Erheblichen Schaden erlitten Gebäude und Ausstattung durch Feuerwehrübungen, die zu einem ruinösen Zustand führten. Eine 1979 geplante Translozierung in den Hessenpark, für die das Dach bereits abgedeckt und der Innenputz zum großen Teil abgeschlagen worden war, kam nicht zustande, als am 23. Dezember 1980 mittelalterliche Wandmalereien entdeckt wurden. Bis dahin wurde die Bauzeit im 17. Jahrhundert angesetzt. Das Landesamt für Denkmalpflege Hessen lehnte 1982 eine Gebäudeversetzung ab. Im Jahr 1985 erwarb der Marburger „Förderkreis alte Kirchen“ die Kirche, der schon ab etwa 1975 Interesse an dem Gebäude bekundet hatte. Ab 1986 folgten Aufräumarbeiten und Sanierungsmaßnahmen: eine Trockenlegung durch Drainage, der Wiederaufbau des Daches und eine Sicherung des Bruchsteinmauerwerks. Nachdem dem Förderkreis die finanziellen Mittel ausgegangen waren, blieben die Arbeiten an der Kirche für einige Jahre liegen.
Die Gemeinde Hüttenberg übernahm im Jahr 2010 für € 10.000 das Gebäude und setzte als neue Besitzerin die Renovierung fort. Die erhaltenen Inventarstücke wurden ausgelagert. Das Innere der Kirche wurde neu mit Lehmputz verputzt, der immer wieder schichtenweise trocknen musste. Dabei kamen an der Westseite noch zwei weitere Weihekreuze zum Vorschein. Die freigelegten Wandmalereien an der Nordseite wurden restauriert. Sie zeigen links ein Haus mit einem Einsiedler mit Fackel, in der Mitte Christophorus mit Jesus auf den Schultern und rechts die Kreuzigungsszene. Der Fußboden wurde neu mit Ziegelsteinen belegt, das alte, zugemauerte Nordportal wieder geöffnet und die Empore an der Ostwand wiederhergestellt und mit einer Treppe versehen. Es folgte ein Einbau einer Deckenheizung und die Wiederherstellung der Sakramentsnische. Da ihr Tympanon verloren ging, musste es nachgebildet werden. Schließlich wurde das Dach neu eingedeckt und das Fachwerk im Osten verschindelt. Die Wiedereröffnung fand am 4. September 2019 statt. Sie wird seit 2020 für kulturelle Zwecke und als Atelier- und Werkstattkirche für bildende Künstler genutzt. Das Landesamt für Denkmalpflege Hessen förderte das Projekt mit € 220.000.
Trotz aller Bemühungen um den Erhalt der Kirche wird die historische Ausstattung (Altartisch, Kanzel, Orgelprospekt und Eichenbalken) im März 2023 öffentlich versteigern.

## Architektur
Die weiß verputzte, annähernd geostete Saalkirche ist im Süden des Ortes in einer Talsenke errichtet. Sie steht inmitten eines Friedhofgeländes, dessen Mauern nur teilweise erhalten sind. Bei Ausgrabungen wurden die grobteiligen Fundamente eines kleineren Kernbaus mit Chorraum entdeckt. Der Ostanbau aus gotischer Zeit weist ein viel kleinteiligeres Fundament auf.
In der südlichen Langseite wurden sekundär drei hochrechteckige Fenster eingebrochen, weiter westlich ein kleines querrechteckiges Fenster mit Sprossengliederung unterhalb der Traufe. Die Ostmauer von 1483 ist im oberen Bereich in Fachwerk mit hochrechteckigen Gefachen in vier Ebenen bis ins Giebeldreieck ausgeführt. Hier sind zwei kleine Rundbogenfenster angebracht und im unteren Bereich ein querrechteckiges Fenster mit Sprossengliederung. Die Nordwand hat im Westen eine hochsitzende Tür, die als Zugang zur Empore diente, unterhalb der Traufe sind zwei querrechteckige Fenster eingelassen.
Das alte Nordportal weiter im Osten war vermauert und wurde 2019 freigelegt. Es hat ein spitzbogiges, gefastes Gewände in gotischem Stil und die innere Laibung hat einen Stichbogen. Über dem Bogen ist ein Wappenstein derer von Kaltenborn eingelassen. Es zeigt eine Frühform des Wappens mit waagrecht geteiltem Schild, doppelt geschachtetem Schildhaupt und drei Lilien im Schildfuß. Die Westseite der Kirche ist fensterlos. Ein hochrechteckiges Portal mit hölzernem, verschiefertem Vordach, das 1736/1739 errichtet wurde, erschließt das Gotteshaus. Über der Eingangstür ist eine Inschrift mit einem Bibelvers angebracht: „Bewahre deinen Fuß, wenn du zum Haus Gottes gehst und komm, daß du hörst. Pred. Sal. 4,17“ (Koh 4,17 ).
Dem verschieferten Satteldach mit Schopfwalm im Osten ist mittig ein vollständig verschieferter oktogonaler Dachreiter aufgesetzt. Er wurde 1981 zusammen mit dem Schopfwalmdach nach dem Original erneuert.

## Ausstattung

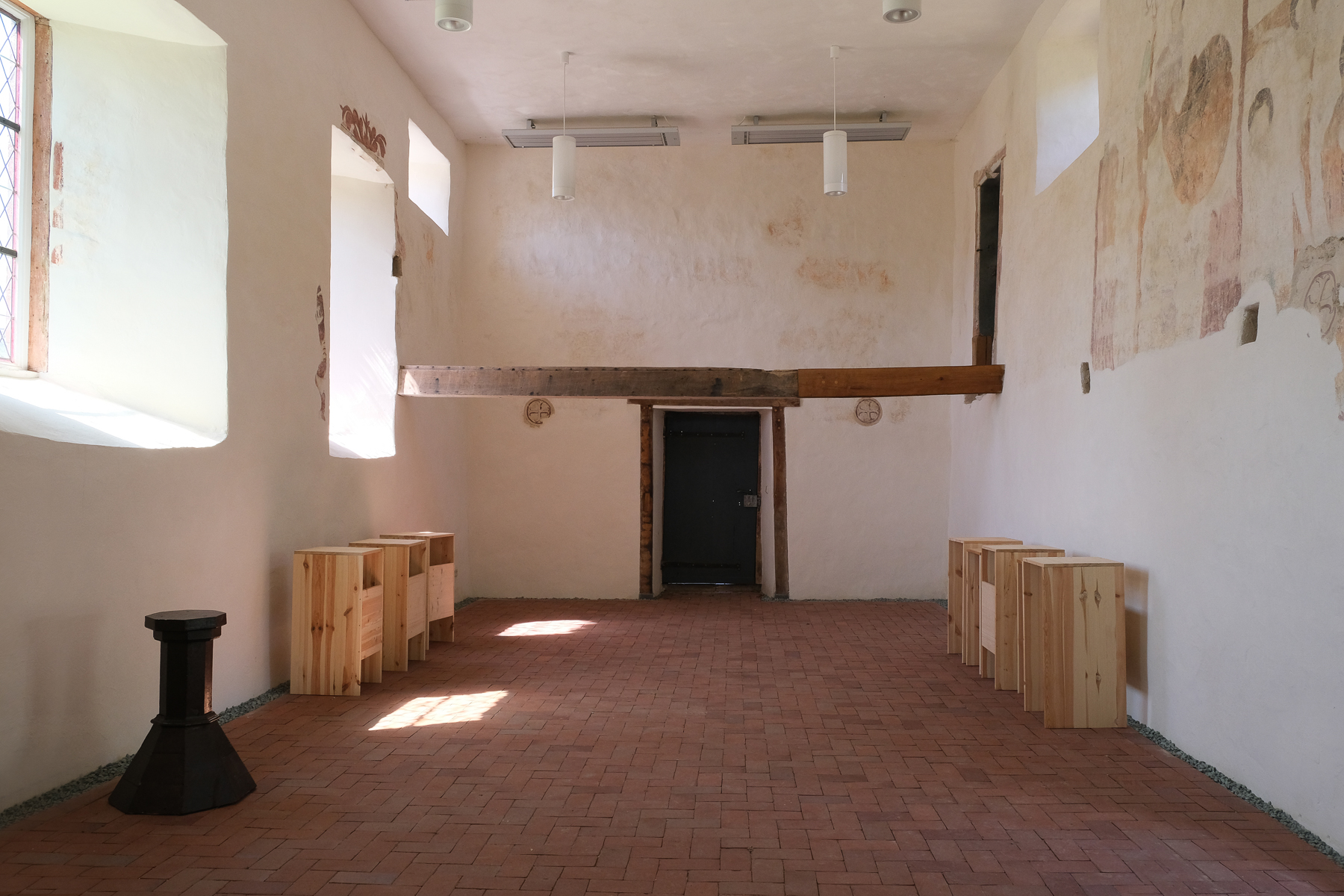
Innenraum nach der Renovierung

Der flachgedeckte Innenraum wird von einer Balkendecke abgeschlossen, die im Ostteil leicht gewölbt ist.
Die dreiseitig umlaufende hölzerne Empore ruhte auf Pfosten. Die Südseite blieb als Aufstellungsort für die Kanzel ausgespart.
Aus dem 15. bis 18. Jahrhundert sind Reste von Wandmalereien erhalten, unter anderem ein Weihekreuz des 14. Jahrhunderts und eine Darstellung des Christophorus und eine Kreuzigungsszene von 1483 oder 1598 an der Nordwand. Die Malereien gehören zu zweiten oder dritten von elf Phasen mit insgesamt 43 Schichten (Putze und Anstriche), die bei der Restaurierung identifiziert wurden.
Von der hölzernen Kirchenausstattung aus der Barockzeit sind Reste erhalten, die ausgelagert wurden. Die polygonale Kanzel von 1674 hat kassettierte Kanzelfelder. Das Kirchengestühl hat geschwungene Wangen.
Für den geplanten Abbruch der Kirche wurde die Umrahmung und der Wappenstein der spätgotischen Sakramentsnische herausgebrochen. Die Umrahmungssteine sind noch vorhanden, das mittelalterliche Gitter und der Wappenstein im rundbogigen Tympanon sind seitdem verschollen.
An der nördlichen Außenwand ist ein barocker Grabstein von 1758 aufgestellt.

## Orgel

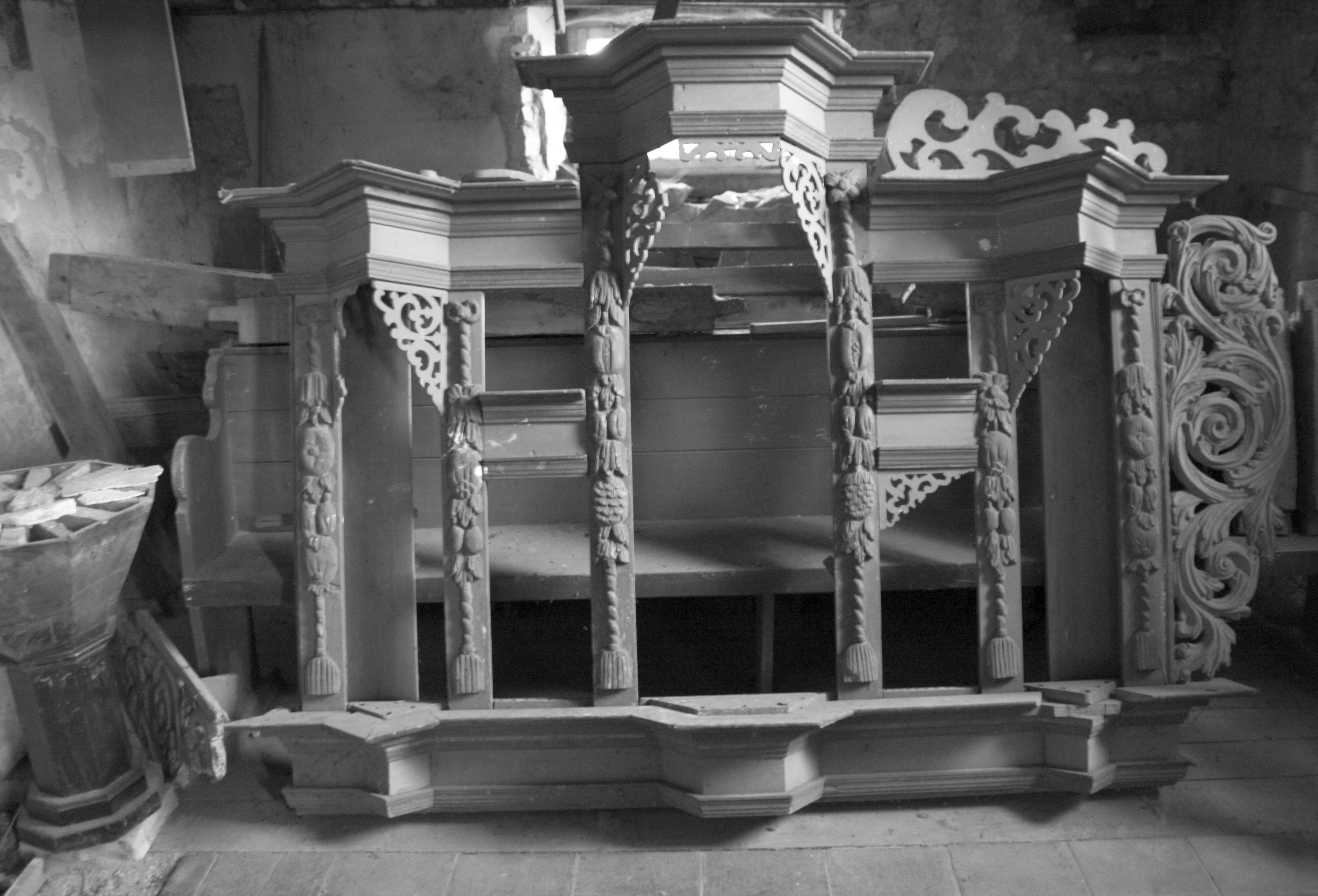
Reste des Orgelgehäuses von 1753

Die ehemalige Orgel verfügte über acht Register und hatte kein Pedal. Das Instrument von 1753 geht auf den Orgelbauer Johann Georg Dreuth aus Griedel zurück. Der fünfteilige Prospekt hat einen überhöhten, trapezförmigen Mittelturm und zwei seitliche Spitztürme, die durch Flachfelder unter einem gemeinsamen Gesims verbunden sind. Der durchlaufende untere Gesimskranz mit Fries ist wie der obere reich profiliert. Die Pfeifenfelder werden durch Leisten mit geschnitzten Blumen und Früchten an Kordeln gegliedert und nach oben durch flachgeschnitzte Schleierbretter abgeschlossen. Seitlich ist durchbrochenes Akanthuswerk mit Rocaillen angebracht.
Die ursprüngliche Disposition lautete wie folgt.
| Manual C–             |    |
| Gedackt               | 8′ |
| Viol di Gamba (ab c0) | 8′ |
| Principal             | 4′ |
| Gedackt               | 4′ |
| Quint                 | 3′ |
| Octav                 | 2′ |
| Superoctav            | 1′ |
| Mixtur III            | 1′ |

Eine Änderung der Disposition erfolgte 1879 durch Adam Karl Bernhard. Im Jahr 1923 wurde das Orgelwerk durch ein neues ersetzt, der Prospekt blieb jedoch erhalten. Die Orgel hatte 6 Register, mechanische Kegelladen und einen zweimanualigen Spieltisch. Nach Aussage von Orgelbau Hardt soll Gustav Raßmann den Neubau ausgeführt haben.